# Chronologie des faits économiques et sociaux dans les années 1430
Chronologie de l'économie
Années 1420 - Années 1430 - Années 1440

## Événements
- 1427-1440 : sous le règne d'Itzcoatl, un aqueduc est construit de la source Chapultec jusqu'à Tenochtitlan pour alimenter la ville en eau[1].
- 1429 et 1432 : statuts électoraux en Angleterre[2] ; la franchise (condition à remplir pour bénéficier du droit de vote au Parlement) est fixée pour les habitants des comtés à la possession en franc-tenure d’un bien foncier rapportant au moins 40 shilling de revenu par an. Les modalités des bourgs sont précisées dans leur charte de privilèges et varient de l’un à l’autre[3].
- Vers 1430 - vers 1520 : phase de stabilité des salaires nominaux en Normandie[4]. Les salaires culminent du fait de la dépopulation et de l’arrêt des guerres.
- 1430 : budget de l’État en France : 52,5 tonnes d’équivalent argent[5].
- 1432 : les revenus annuels de la république de Venise se montent à 1 100 000 ducats, à égalité avec la Bourgogne, la France ou l’Angleterre. Milan ou Florence disposent de 300 000 ducats. Les rentes du Levant lui apportent 180 000 ducats, la « Terre Ferme » 300 000, Venise elle-même plus de 600 000. Les territoires qu’elle domine de l’Isonzo à l’Adda lui apportent de nouvelles ressources agricoles et industrielles, ainsi qu’un marché intérieur susceptible d’absorber les marchandises importées.
- 1435-1436 : stabilisation de la monnaie au Portugal[6]. Retour à la frappe de l’or.
- 1436 : peste à Vienne. L’épidémie a emporté de la fin du XIIIe au début du XIVe siècle 40 % de la population autrichienne. De nombreux villages sont désertés. L’inquiétude de la population s’est manifesté par des processions de flagellants et des pogromes antijuifs[7].
- 1436-1439 : ordonnances de Charles VII permettant la levée d'un impôt royal régulier, la taille, afin de financer l'armée[8].
- 1437 : 
  - stagnation des prix agricoles et hausse des salaires en Allemagne ; en 1437 le chapitre de la cathédrale de Lübeck ne reçoit plus que le tiers de ses revenus de 1352 alors que les frais d’exploitations ont considérablement augmenté[9]. La division du travail est de plus en plus marquée : le métier des forgerons se scinde à Munich en trois métiers (maréchaux-ferrants, fabricants de faux, armuriers)[10].
  - la lutte de Sigismond contre les Ottomans a entraîné de fortes dépenses pour la Hongrie. Sigismond doit aliéner une partie du domaine royal, qui à sa mort en 1437 ne représente que 5 % du territoire contre 15 % à la mort de Louis d'Anjou. Parmi les bénéficiaires de ces aliénations se trouve au premier rang la famille des Cilli, dont le roi avait épousé une fille en secondes noces[7]. Buda compte alors entre 7 500 et 8 000 habitants. Kassa un nombre approchant, Pozsony 4500, Sopron 4000, Bártfa 3500[11].
- 1438-1441 : crise de subsistance générale en Europe, accompagnée de récurrences de la peste (1438 et 1439)[12].